# Villa Santiago
Villa Santiago är en ort i Mexiko.   Den ligger i kommunen Cuernavaca och delstaten Morelos, i den sydöstra delen av landet, 50 km söder om huvudstaden Mexico City. Villa Santiago ligger 1 788 meter över havet och antalet invånare är 3 408.
Terrängen runt Villa Santiago är kuperad åt sydväst, men åt nordost är den bergig. Terrängen runt Villa Santiago sluttar söderut. Runt Villa Santiago är det mycket tätbefolkat, med 1 463 invånare per kvadratkilometer. Närmaste större samhälle är Cuernavaca, 7,6 km sydväst om Villa Santiago. I omgivningarna runt Villa Santiago växer huvudsakligen savannskog.